# Raumschutz
Der Raumschutz ist eine Taktik bei der polizeilichen Lagebewältigung.
Sie ist ferner im übertragenen Sinne die Bezeichnung einer Organisationseinheit (meist Einsatzabschnitt Aufklärung), die Informationen über Störer und Störungen der Öffentlichen Sicherheit und Ordnung oder sonstige Vorgänge von Personen (Richtung, Anzahl, Zusammensetzung) erfasst. 
Er dient der Führung von Polizeikräften (Verlegung von Einheiten, Verbrechensbekämpfung, Einsatz von Führungs- und Einsatzmitteln usw.) und in der Folge auch dem Schutz des öffentlichen Raumes vor Sicherheitsstörungen.
Der Raumschutz wird nur bei Großveranstaltungen betrieben und besteht aus uniformierten Kräften, die im Umgriff von Ereignisorten (Versammlungen, Fußballspiele) postiert sind. Die Zielrichtung des Raumschutzes ist die Gefahrenabwehr.